# Dan Serfaty
Dan Serfaty (Estrasburgo, França, 5 de fevereiro de 1966), é um empresário e empresário francês.
É mais conhecido como o antigo cofundador e CEO da Viadeo, uma rede social profissional.

## Biografía
Depois de se formar no programa de empreendedorismo da HEC Paris em 1987, Serfaty passou dois anos no estrangeiro antes de iniciar a sua vida empreendedora. Em 1989, adquiriu uma empresa no setor do turismo, que conseguiu tornar rentável antes de a vender em 1991.
Ao mesmo tempo, foi cofundador de uma empresa especializada na distribuição de roupa importada da Ásia, que vendeu 10 anos depois.
Em 2000, fundou o Agregator, um clube dedicado aos empreendedores, cujo objetivo é facilitar a troca de experiências, ideias e contactos entre os seus membros. Curiosamente, a maioria dos membros do Aggregator eram CEO de pequenas empresas apoiadas por capital de risco, o que lhes proporcionava a liquidez e os retornos do capital privado.
A experiência do Aggregator foi o contexto em que Dan desenvolveu a ideia de uma rede social orientada para os negócios, enquanto trabalhava originalmente num software que permitiria aos membros do clube aceder aos contactos uns dos outros.
Em 2004, juntamente com Thierry Lunati, foi cofundador da Viaduc – nome original da Viadeo – investindo parte dos primeiros 5 milhões de euros angariados na Agregator. Em 2006, a Viaduc foi renomeada Viadeo, sinalizando a ambição da empresa de se expandir globalmente, o que incluiu o lançamento de versões em inglês e italiano. Hoje, com mais de 60 milhões de utilizadores em todo o mundo, o Viadeo é a segunda maior rede social profissional.
Em 2007, a Viadeo expandiu-se para a China com a aquisição do Tianji.com, um site de rede social local que na altura contava com 1,3 milhões de utilizadores. O Tianji.com aumentou rapidamente a sua base de utilizadores, atingindo os 8 milhões em 2011.
Em janeiro de 2016, após uma tentativa falhada de conquistar mercados internacionais, Dan Serfaty deixou a empresa, que foi assumida pelo Le Figaro. No mesmo ano fundou a Artur'In.
Desde 2020, Dan tornou-se copresidente da Keren Hayessod France, uma instituição de solidariedade que visa diminuir a divisão social em Israel. Alguns meses depois, Dan também se juntou ao Conselho de Governadores da Agência Judaica para Israel.